# Marie Gilliard-Malherbe
Marie Gilliard-Malherbe (Goumoens-la-Ville, 1848 - Sion, 1911) was een Zwitsers schrijfster en landbouwster.

## Biografie
Marie Gilliard-Malherbe groeide op op het platteland van het kanton Vaud en volgde school in Lausanne. Nadat ze huwde met Edmond André David Gilliard ging ze aan de slag op het landdomein van haar echtgenoot in Fiez. Later baatte ze in Lausanne een pensionaat uit voor buitenlandse studenten die studeerden aan de hogere meisjesschool of de universiteit van de stad. In 1900 verhuisde ze naar Sion, in Wallis.
Marie Gilliard-Malherbe schreef tussen 1900 en 1904 het boek A l'étroit dans ma peau de femme, waarin ze het dagelijkse leven van de vrouw beschrijft aan het begin van de 20e eeuw.
Ze was de moeder van schrijver Edmond Gilliard. 
- Bibliothèque nationale de France: cb159867740 (data)
- Gemeinsame Normdatei: 123779324
- International Standard Name Identifier: 0000 0003 6724 4002
- Réseau des bibliothèques de Suisse occidentale: 02-A008650403
- Système universitaire de documentation: 074770616
- Virtual International Authority File: 231022331
- WorldCat: E39PBJc7VgQYwxFy3vGTDwGCQq